# Campagna delle Fiandre
La campagna delle Fiandre (o campagna dei Paesi Bassi) fu una guerra condotta dal 1793 al 1795 durante i primi anni delle guerre rivoluzionarie francesi. Una coalizione di stati si mobilitò verso le frontiere francesi con l'intenzione di invadere la Francia rivoluzionaria e porre fine alla prima repubblica. Il grosso delle forze era assemblato ai confini franco-belgi. In questo teatro un'armata combinata di forze anglo-hannoveriane, olandesi, hessiane ed imperiali si scontrarono lungo a sud del fiume Sambre con l'armata repubblicana del nord e più a sud con piccole forze dell'armata delle Ardenne e della Mosella.
All'inizio le forze alleate sembrarono riscuotere alcune piccole vittorie, ma non furono in grado di avanzare oltre i confini francesi consentendo ai francesi di mantenere la controffensiva. Gli alleati quindi stabilirono un nuovo fronte nel sud dei Paesi Bassi ed in Germania ma non riuscirono a sopperire alle esigenze di rifornimenti e vennero costretti a ritirarsi nell'arduo inverno del 1794/5, verso il basso Reno. I francesi, vittoriosi, giunsero facilmente ad Amsterdam e sostituirono la Repubblica delle Sette Province Unite con uno stato satellite, la Repubblica Batava.

## Sfondo storico
L'Austria e la Prussia si trovavano in guerra con la Francia sin dal 1792, anche se Gran Bretagna e Repubblica delle Sette Province Unite inizialmente avevano mantenuto una politica neutrale nei confronti della Rivoluzione francese. Solo dopo l'esecuzione di re Luigi XVI il 21 gennaio 1793 e la dichiarazione di guerra del governo rivoluzionario alla fine si mobilitarono. Il primo ministro britannico William Pitt il Giovane preparò le finanze per la creazione della Prima coalizione, composta da Gran Bretagna, Repubblica delle Sette Province Unite, Prussia, Sacro Romano Impero e stati membri, Regno di Sardegna e Spagna. Tutte le armate alleate si ammassarono lungo i confini francesi, di cui la maggior parte era concentrata nelle Fiandre, nella regione franco-belga.

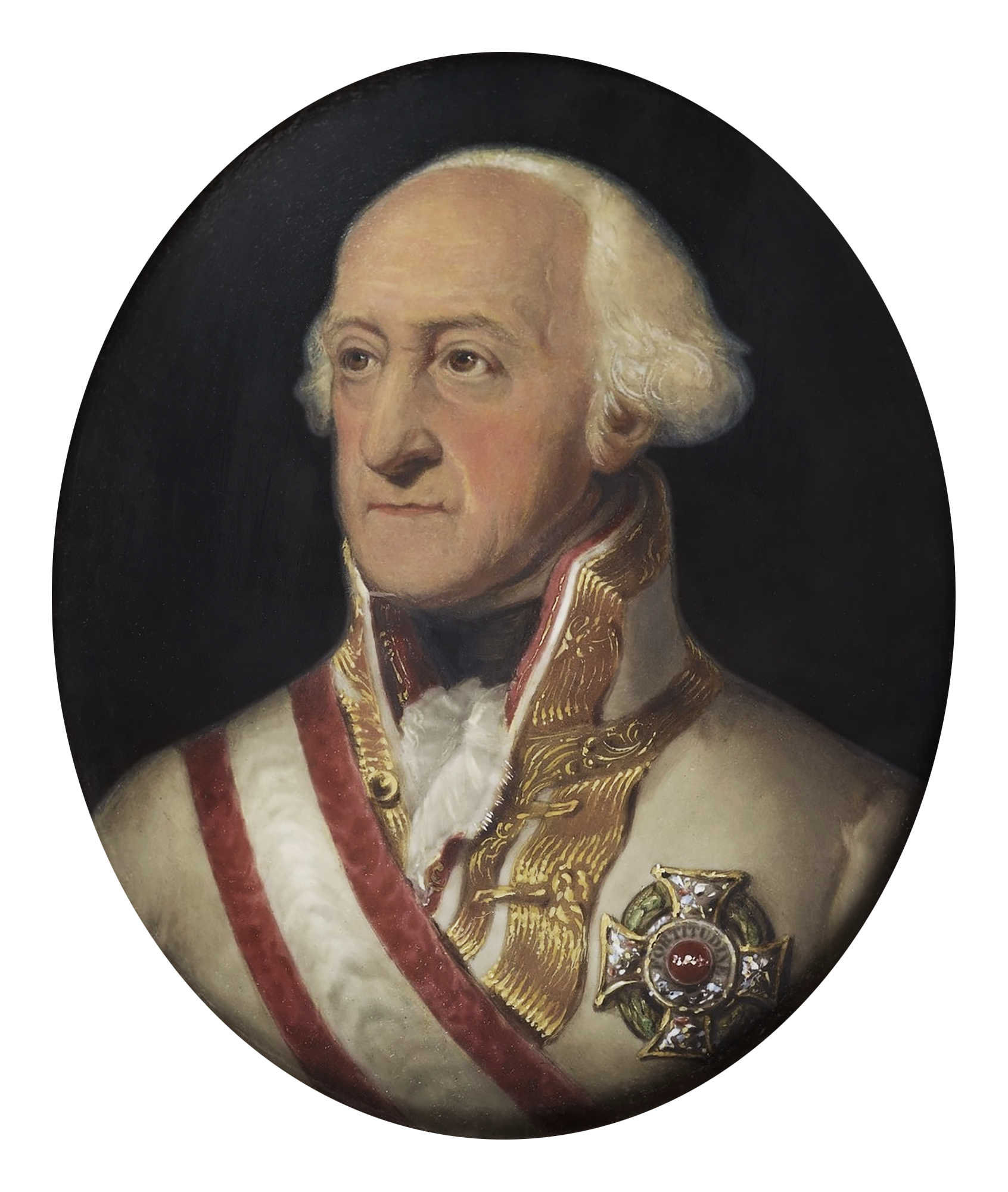
Federico Giosia di Sassonia-Coburgo-Saalfeld

A nord, gli alleati erano intenzionati a cacciare immediatamente i francesi dalla Repubblica delle Sette Province Unite (i moderni Paesi Bassi) e dai Paesi Bassi meridionali (il moderno Belgio) e quindi a marciare verso Parigi per porre fine all'esperimento di governo repubblicano francese. Austria e Prussia supportarono subito questa idea ma erano a corto di denaro. La Gran Bretagna si accordò dunque per investire 1 000 000 di sterline per finanziare l'esercito austriaco oltre a un piccolo corpo proveniente dall'Elettorato di Hannover, oltre ad inviare alcune truppe inglesi al comando del figlio minore del re, il principe Federico Augusto di Hannover. Col duca di York sbarcarono inizialmente 15 000 uomini nel febbraio del 1793.
Il comandante supremo delle forze alleate era il generale austriaco principe Federico Giosia di Sassonia-Coburgo-Saalfeld, con uno staff di consiglieri direttamente rispondenti all'imperatore Francesco II ed al ministro degli esteri austriaco Johann von Thugut. Il duca di York venne obbligato a seguire gli obbiettivi preposti dal ministro degli esteri Henry Dundas, I visconte Melville.
Le difese della Repubblica delle Sette Province Unite si trovavano in pessime condizioni ed il suo esercito non aveva conosciuto guerra da 45 anni. Nel periodo 1785-1787 gli oppositori dello Statolder Guglielmo V di Orange-Nassau, i Patrioti, avevano lanciato una rivolta patriottica che poté essere repressa con difficoltà e grazie all'intervento prussiano ed inglese nel 1787, motivo per cui i cospiratori erano stati costretti a fuggire ed avevano riparato in Francia da dove ancora covavano vendetta. L'obbiettivo di Guglielmo d'Orange era quello di preservare la sua casata e il regime autoritario degli statolders.
Opposti agli alleati stavano le armate della Repubblica Francese, estremamente disorganizzate: soldati ormai anziani dell'Ancien Régime combattevano fianco a fianco coi nuovi volontari, accecati dal fervore di una guerra missionaria grazie ai loro Représentant en mission. Molti vecchi ufficiali erano emigrati all'estero con la rivoluzione, lasciando in particolare la cavalleria in un forte status di caos. Solo l'artiglieria, meno segnata da questo fenomeno, era sopravvissuta intatta. Il problema si acuì inoltre con l'introduzione della coscrizione di massa (la Levée en Masse) nel 1793. I comandanti francesi dovettero bilanciarsi tra la sicurezza della frontiera, clamorose vittorie e le disperate condizioni dell'esercito, oltre ad essere loro stessi continuamente oggetto di indagini per saggiare la loro fedeltà alla Repubblica. Il prezzo del fallimento o la slealtà era la ghigliottina.

## La campagna del 1793
Dalla fine del 1792, dopo l'improvvisa vittoria sugli imperiali comandati dal duca di Sassonia-Teschen e dal generale de Clerfayt alla Battaglia di Jemappes, il comandante francese Charles François Dumouriez marciò senza opposizioni attraverso i Paesi Bassi meridionali, area grossomodo corrispondente all'attuale Belgio. Quando gli austriaci si ritirarono, Dumouriez vide l'opportunità per i Patrioti in esilio di rovesciare la debole Repubblica delle Sette Province Unite e per questo si mosse verso nord. Una seconda divisione francese al comando di Francisco de Miranda fece delle manovre contro austriaci e hannoveriani nella parte orientale del Belgio.

### L'invasione della Repubblica delle Sette Province Unite da parte del generale Dumouriez
Il 16 febbraio l'Armée du Nord repubblicana del generale Dumouriez avanzò da Anversa ed invase il Brabante. Le forze olandesi tornarono verso la linea della Mosa abbandonando la fortezza di Breda senza combattere, e lo Statolder chiese all'Inghilterra aiuto. Nel giro di nove giorni lungo La Manica si assemblò una prima guardia inglese che poco dopo sbarcò a Hellevoetsluis al comando del generale Gerard Lake, I visconte Lake e del duca di York. Nel frattempo, mentre Dumouriez si mosse verso nord nel Brabante, un'armata separata al comando del generale Francisco de Miranda pose l'assedio a Maastricht il 23 febbraio. Ad ogni modo gli austriaci ottennero 39 000 uomini di rinforzo, comandati ora dal duca di Sassonia-Coburgo-Saalfeld, che attraversarono il fiume Ruhr il 1 marzo e sconfissero i francesi nella Battaglia di Aldenhoven. Il giorno successivo gli austriaci presero Aquisgrana per poi raggiungere Maastricht attraversando la Mosa e forzando Miranda a cessare l'assedio.
Nella parte settentrionale del teatro di guerra, il duca di Coburgo riuscì a tenere testa a Dumouriez con una serie di vittorie di cui la più nota fu la Battaglia di Neerwinden del 18 marzo ed a Lovanio il 21 marzo successivo, dove le armate francesi vennero pesantemente sconfitte. Dumouriez sconfitto dagli alleati, venne rimpiazzato il 6 aprile a capo dell'Armée du Nord dal generale Augustin-Marie Picot. La Francia ricevette attacchi su diversi fronti. Ad ogni modo al posto di sfruttare il loro vantaggio, gli alleati rallentarono. Il grande esercito della Coalizione era presso il Reno al comando del duca Brunswick ed era riluttante ad avanzare nella speranza che la politica potesse risistemare le cose senza far intervenire ulteriormente l'esercito. L'esercito della Coalizione nelle Fiandre ebbe l'opportunità di sfruttare la demoralizzazione dell'esercito di Dampierre, ma lo staff aveva sottovalutato la debolezza dei francesi ed ancora attendeva rinforzi da Gran Bretagna, Hannover e Prussia, concentrandosi invece ad assediare le fortezze lungo i confini francesi. Il loro primo obbiettivo fu Condé-sur-l'Escaut, alla confluenza dei fiumi Haine e Schelda.

### L'offensiva di primavera della Coalizione
All'inizio di aprile, le forze alleate si incontrarono in una conferenza ad Anversa per accordarsi sulla strategia da adottare contro la Francia. Il duca di Coburgo era anche lui riluttante a proseguire la guerra nella speranza che la politica potesse sistemare la faccenda, proponendo di usare la diplomazia con Dumouriez, giungendo a far pubblicare un proclama nel quale si definiva "alleato di tutti gli amici dell'ordine, abiurante tutti i progetti di conquista fatti in nome dell'Imperatore", che immediatamente gli valse una lavata di capo dai suoi capi della politica. Gli inglesi inoltre richiedevano Dunkerque come indennità di guerra, e proposero che avrebbero continuato a sostenere le armate alleate se la politica degli altri stati avrebbe sostenuto la loro idea su Dunkirk. Il duca di Coburgo propose alternativamente di attaccare Condé e Valenciennes a turno e quindi di muoversi verso Dunkirk.
Sul fronte del Reno i prussiani assediarono Magonza dal 14 aprile al 23 luglio 1793, e simultaneamente montarono un'offensiva nell'area della Renania contro frange disorganizzate dell'esercito francese. Nel frattempo nelle Fiandre il duca di Coburgo aveva iniziato ad investire le fortificazioni francesi a Condé-sur-l'Escaut, rinforzato da corpi anglo-hannoveriani al comando del duca di York e da un contingente prussiano al comando del generale Alexander von Knobelsdorff. Il 19 aprile, incalzato dal suo rappresentante governativo, Dampierre attaccò gli alleati presso St. Amand, ma venne battuto. L'8 maggio i francesi tentarono di riprendere Condé, ma, dopo un fiero combattimento a Raismes nel quale Dampierre venne mortalmente ferito, il tentativo fallì.
L'arrivo del duca di York e del generale von Knobelsdorff con le armate al comando del duca di Coburgo fecero giungere gli uomini impegnati nell'area con gli alleati a 90 000, fatto che permise poi al duca di spostarsi verso Valenciennes. Il 23 maggio le forze anglo-hannoveriane del duca di York fecero il loro battesimo del fuoco nella battaglia di Famars nella regione di Pas-de-Calais, ed i francesi, comandati ora da François Joseph Drouot de Lamarche, vennero respinti e prepararono l'assedio di Valenciennes. Il comando dell'Armée du Nord venne dato a Adam Philippe de Custine, che con successo aveva combattuto sul Reno nel 1792; ad ogni modo, de Custine aveva bisogno di riorganizzare il suo esercito ormai demoralizzato e tornò al proprio quartier generale presso Bohain. Gli alleati, convinti che Custine non aveva attaccato proprio perché non in grado di fronteggiare i suoi oppositori, si concentrarono negli assedi di Condé e Valenciennes. Nel luglio di quell'anno entrambe le fortezze caddero (Condé il 10 luglio e Valenciennes il 28 luglio). De Custine venne prontamente richiamato a Parigi e, dopo un processo sommario, ghigliottinato.

### La campagna autunnale

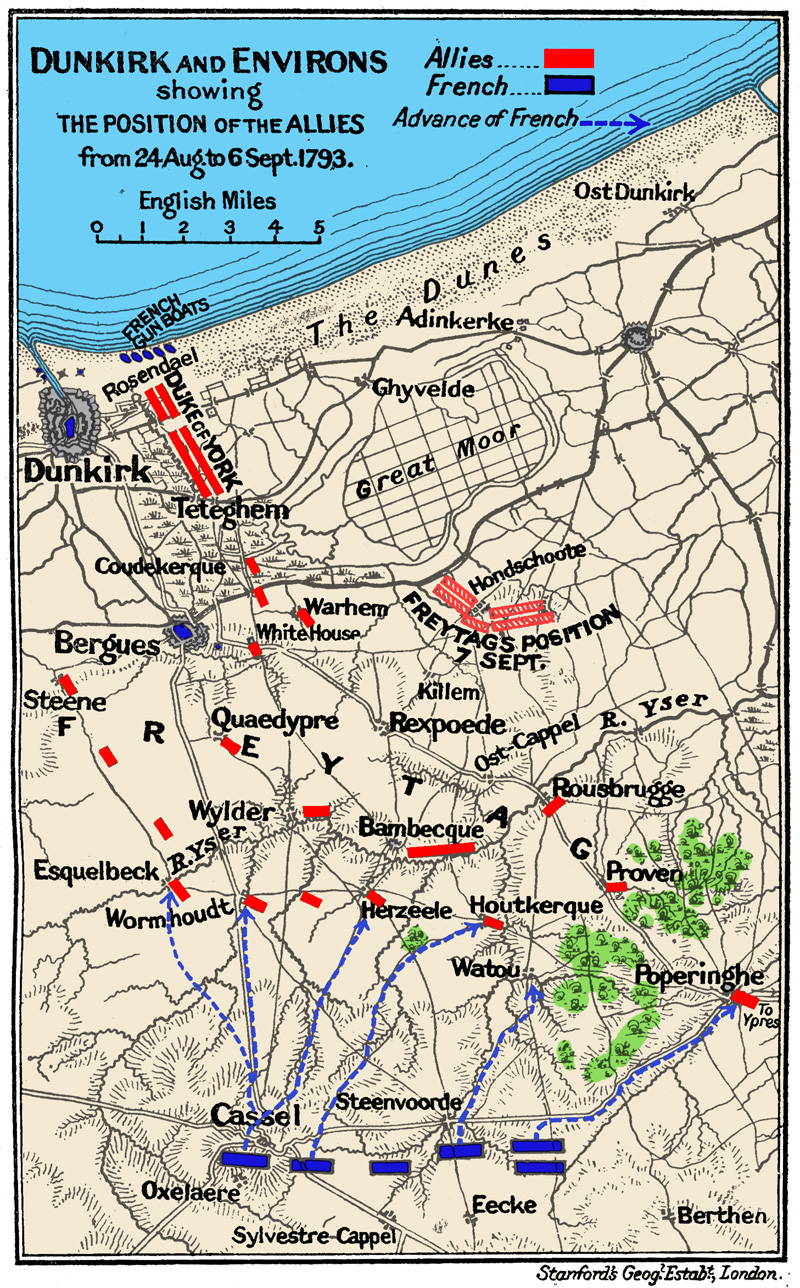
La battaglia di Hondschoote

Il 7/8 agosto i francesi, ora sotto il comando di Charles Édouard Jennings de Kilmaine vennero travolti nella Battaglia di Caesar's Camp, a nord di Cambrai. La settimana successiva a Tourcoing le truppe olandesi al comando di Guglielmo d'Orange tentarono di ripetere il successo e si impegnarono contro il generale francese Jean-Baptiste Jourdan nella Battaglia di Lincelles con il supporto di una brigata inglese.
La Francia era ora alla mercé della Coalizione. La caduta di Condé e Valenciennes aveva aperto una frattura sulle difese della frontiera. Le armate repubblicane erano in disordine. Ad ogni modo, al posto di concentrarsi su questo fatto, gli alleati dispersero le loro forze. A sud, il contingente del generale von Knobelsdorf si staccò per aderire all'esercito prussiano sul fronte renano, mentre a nord il duca di York sotto gli ordini del segretario di Stato Dundas mosse l'assedio al porto francese di Dunkerque, che il governo inglese pianificava di usare come base militare per futuri negoziati di pace. Questo portò ad un aperto conflitto col duca di Coburgo, che aveva necessità che le forze occupanti proteggessero unitariamente i suoi fianchi e lo accompagnassero a Cambrai. Perso il supporto del duca di York, gli austriaci scelsero dunque di assediare Le Quesnoy, che venne investita dalle forze di Clerfayt il 19 agosto.
Le forze del duca di York iniziarono ad assediare Dunkirk, sebbene mal preparate a protrarre l'assedio e senza disporre di artiglieria pesante. L'Armée du Nord, ora sotto il comando di Jean Nicolas Houchard sconfisse il corpo del duca di York ed espose il fianco sinistro del generale Freytag alla battaglia di Hondschoote, forzando lo stesso principe inglese ad abbandonare l'assedio. Gli anglo-hannoveriani si ritirarono di buon ordine a Veurne (Furnes), dove furono in grado di riorganizzarsi. Il 13 settembre successivo, il principe ereditario venne nuovamente sconfitto a Menin (Menen), perdendo 40 cannoni e venendo costretto a ripiegare su Bruges e Gand, venendo poi coinvolto dal generale Beaulieu nella battaglia di Courtrai.
Poco più a sud il duca di Coburgo aveva catturato nel frattempo Le Quesnoy l'11 settembre, consentendogli così di muovere le proprie forze a nord per assistere il duca di York, vincendo le forze di Houchard nella Battaglia di Avesnes-le-Sec. Come se questi disastro non fossero sufficienti per la Francia, a Parigi giunse la notizia che in Alsazia il duca di Brunswick aveva sconfitto i francesi nella battaglia di Pirmasens. I giacobini erano presi completamente dal panico. Terribili leggi vennero emanate per porre tutte le vite e tutte le proprietà dei francesi a disposizione del regime. Per aver fallito la propria missione a Hondschoote e per la sconfitta di Menen, Houchard venne accusato di tradimento, arrestato e ghigliottinato a Parigi il 17 novembre.
Sul finire di settembre, il duca di Coburgo iniziò ad investire Maubeuge, anche se le forze alleate erano ormai stanche. Il duca di York non fu in grado di offrire molto supporto al suo comando, non solo per la sua sostanziale estraneità alla campagna, ma anche perché il ministro Dundas a Londra gli aveva ordinato di ritirare le sue truppe e di concentrarle nelle Indie Occidentali. Per parte francese, Houchard venne sostituito da Jean-Baptiste Jourdan che fu in grado di sconfiggere le forze del duca di Coburgo nella Battaglia di Wattignies, costringendo gli Austriaci ad abbandonare l'assedio di Maubeuge. La Convenzione nazionale ordinò dunque di porre l'offensiva alla base del duca di York, Ostenda. Alla metà di ottobre il generale Vandamme mosse l'assedio a Nieuwpoort, il generale MacDonald prese Werwicq e Dumonceau cacciò gli hannoveriani da Menen, anche se le forze francesi dovettero soccombere nella Battaglia di Cysoing del 24 ottobre ed in quella di Marchiennes del 29 ottobre, che pose fine alle campagne militari dell'anno.

## Campagna del 1794
Durante l'inverno ambo le parti si riorganizzarono. Rinforzi giunsero dalla Gran Bretagna a rimpolpare le file degli alleati. Nell'esercito austriaco il capo dello staff del duca di Coburgo, il principe Federico Luigi di Hohenlohe-Ingelfingen, venne sostituito dal generale Karl Mack von Leiberich. All'inizio del 1794 gli alleati avevano raggiunto sul campo le 100 000 unità ed erano asserragliati tra Tournai e Bettignies, con entrambi i fianchi protetti da una parte dalla Mosa a sinistra, e dal Canale della Manica a destra. Davanti a loro l'Armée du Nird era ora posta sotto il comando del generale Jean-Charles Pichegru, ed aveva avuto notevoli rinforzi come risultato della Levée en masse, che aveva implementato le file sia dell'armata del nord che di quella delle Ardenne, giungendo al considerevole numero di 200 000 uomini, quasi il doppio delle forze del duca di Coburgo.

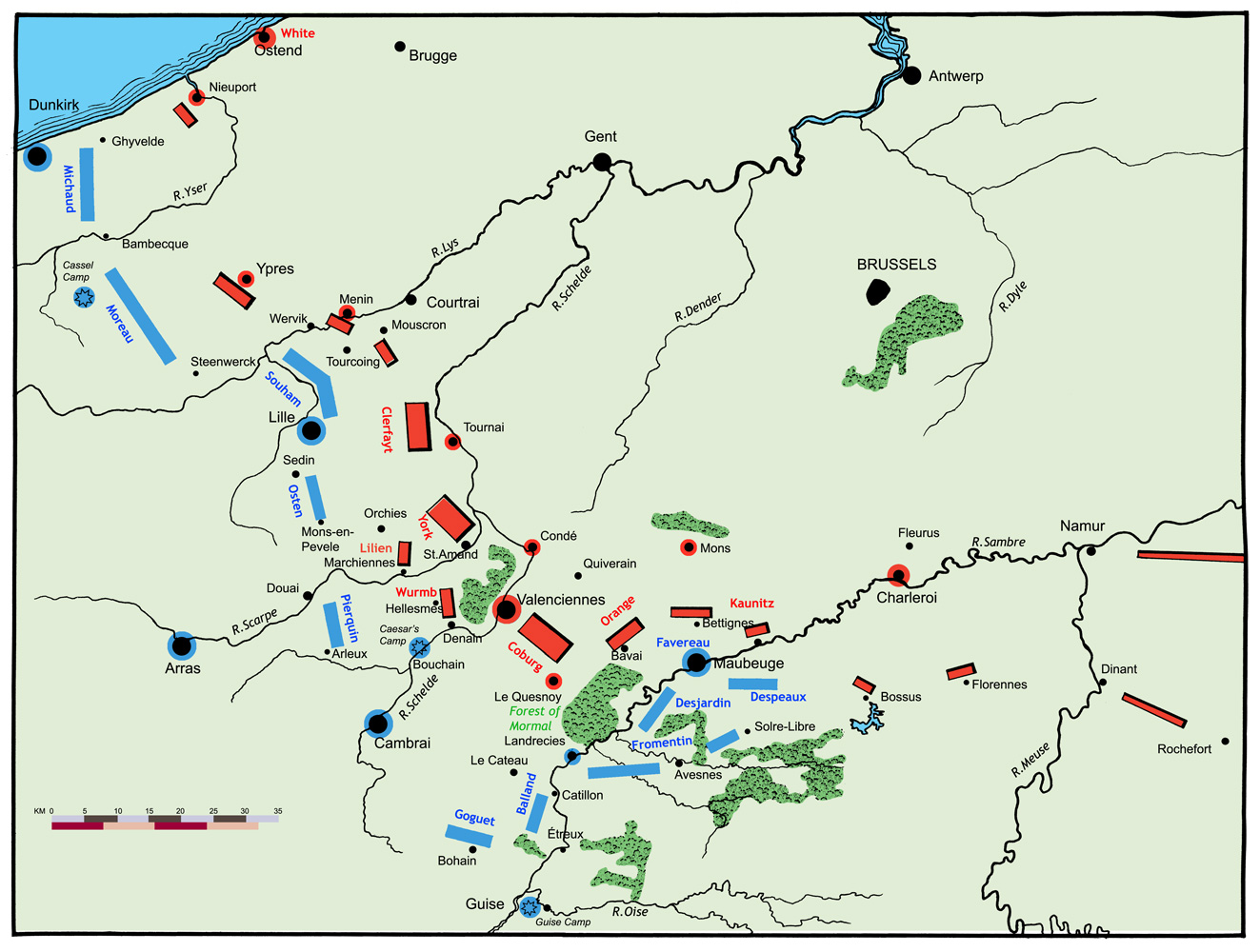
La posizione degli eserciti all'inizio della campagna del 1794

### Assedio di Landrecies
All'inizio di aprile le truppe austriache vennero incoraggiate direttamente dall'imperatore Francesco II che giunse al quartier generale degli alleati sul fronte. La prima azione della campagna fu l'avanzata dei francesi verso Le Cateau il 25 marzo, prontamente sventata da Clerfayt dopo un breve combattimento. Due settimane più tardi gli alleati iniziarono la loro avanzata con una serie di marce coperte e piccole azioni per facilitare la presa della fortezza di Landrecies. Il duca di York avanzò da Saint-Amand verso Le Cateau, il duca di Coburgo guidò la colonna centrale da Valenciennes e Le Quesnoy, ed alla sua destra si trovava il principe ereditario coi corpi provenienti da Bavai attraverso la Foresta di Mormal. Il 17 aprile il duca di York guidò Goguet da Vaux e da Prémont, mentre le forze austriache avanzarono in direzione di Wassigny contro il generale Balland. Il principe ereditario quindi iniziò l'Assedio di Landrecies, mentre l'esercito alleato coprì l'operazione con un semicerchio. Sulla sinistra si asserragliarono i generali Alvinczi e Kinsky, da Maroilles a pochi chilometri di distanza da Landrecies, a sud di Prisches, poi verso il fiume Sambre. Sulla riva destrea del fiume verso Catillon e poi nuovamente verso Le Cateau e Cambrai. Il fianco destro degli alleati era sottoposto al comando del duca di York presso Le Cateau.
Il piano francese era quello di attaccare contemporaneamente entrambi i fianchi degli alleati. Il 24 aprile una piccola forza britannica ed austriaca di cavalleria respinse il generale Chapuis alla Battaglia di Villers-en-Cauchies. Due giorni dopo Pichegru launciò tre tentativi di riprendere Landrecies. Due delle colonne ad est vennero scacciate dalle forze di Kinsky, Alvinczi e dal giovane arciduca Carlo d'Asburgo-Teschen, mentre la terza colonna di Chapuis avanzò da Cambrai ma venne distrutta dagli uomini del duca di York a Beaumont/Coteau/Troisvilles il 26 aprile.

### La controffensiva francese
Landrecies cadde il 30 aprile ed il duca di Coburgo rivolse la sua attenzione a Maubeuge, l'ultimo ostacolo rimasto prima di poter avanzare nella Francia interna, ma in quello stesso giorno il generale Pichegru iniziò la sua controffensiva a nord, sconfiggendo il generale Clerfayt nella Battaglia di Mouscron e riprendendo il controllo di Courtrai e Menen.

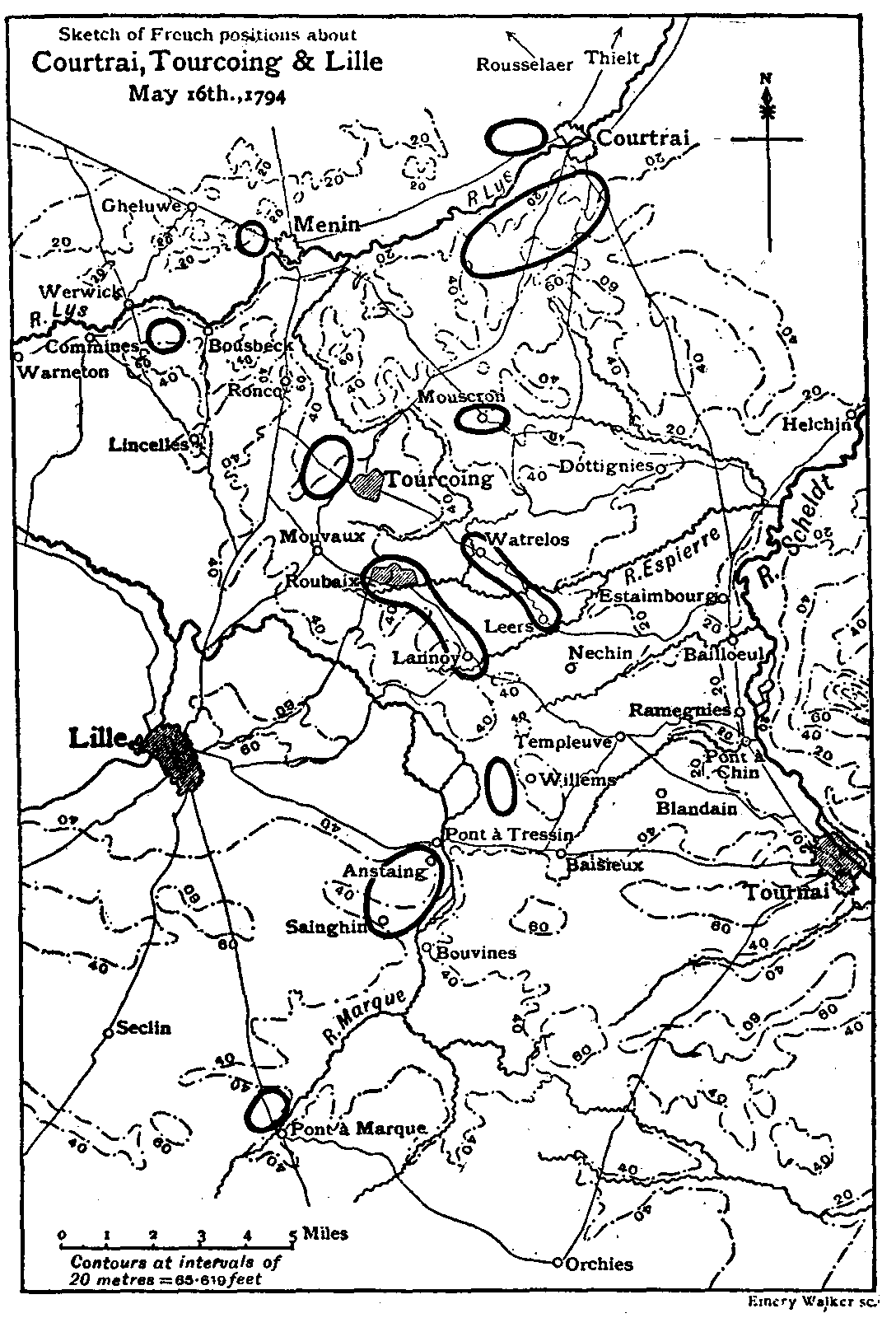
Posizioni al 16 maggio 1794

Per dieci giorni gli scontri continuarono da ambo le parti ed il duca di Coburgo rilanciò l'attacco il 10 maggio. La colonna francese di Jacques Philippe Bonnaud venne sconfitta dal duca di York a Willems, ma Clerfayt non riuscì a riprendere il controllo di Courtrai e venne nuovamente respinto sino al fiume Lys.
Le forze della Coalizione pianificarono quindi di bloccare l'avanzata di Pichegru con un attacco che prevedeva l'uso di colonne isolate in uno schema diviso da Mack. Alla Battaglia di Tourcoing il 17–18 maggio questo sforzo si dimostrò essere un disastro logistico, con la rottura delle comunicazioni e la dispersione delle colonne. Solo un terzo delle forze alleate venne dispiegato in battaglia con la perdita però di 3 000 uomini. Pichegru non era presente in quanto impegnato sulla Sambre e il comando dei francesi passò pertanto a Joseph Souham. Al suo ritorno dal fronte, Pichegru riprese l'offensiva nella Battaglia di Tournay il 22 maggio.
Anche se il fronte alleato rimase intatto, le truppe austriache soprattutto apparivano sempre più provate dai continui scontri. I prussiani dal canto loro erano sul punto di abbandonare gli scontri per la duplicità del comportamento degli austriaci in Baviera. L'imperatore, fortemente influenzato dal ministro degli esteri barone Johann Amadeus Francis de Paula von Thugut, non credeva più molto ai piani militari. Nel maggio del 1794 si concentrò maggiormente sulla Terza spartizione della Polonia, incominciando a privare il duca di Coburgo di truppe e generali da inviare appunto in Polonia. Mack diede le dimissioni da capo dello staff con disgusto il 23 maggio e venne rimpiazzato dal principe Cristiano Augusto di Waldeck e Pyrmont, sostenitore della politica di Thugut. In un Consiglio di Guerra del 24 maggio, Francesco II propose il ritiro delle truppe dalle Fiandre. Solo il duca di York si oppose fortemente a questa proposta.
L'influenza negativa del barone von Thugut fu sicuramente uno dei principali fattori della perdita della campagna, ancora più rilevante di quella esercitata da Tourcoing e Fleurus. La decisione di ritirarsi venne presa malgrado le notizie che pervenivano dal fronte parevano essere incoraggianti. Il 24 maggio i prussiani del generale Wichard Joachim Heinrich von Möllendorf sorpresero i francesi nella Battaglia di Kaiserslautern, mentre nello stesso giorno l'ala sinistra delle truppe del duca di Coburgo al comando del conte Franz Wenzel von Kaunitz-Rietberg, dopo essere stata battuta in un attacco sulla Sambre contrattaccò in un'ulteriore battaglia. Il duca di Coburgo a questo punto mosse le proprie forze a sud per supportare l'azione di Kaunitz, che prontamente si dimise dopo essere stato rimpiazzato dal principe ereditario. Pichegru sfruttò la debolezza degli alleati nel settore settentrionale per tornare all'offensiva ed iniziò l'Assedio di Ypres. Una serie di contrattacchi guidati da Clerfayt continuarono per tutto il mese di giugno ma senza successo.
Ora l'armata della Mosella si era combinata con quella delle Ardenne sotto il comando del generale Jourdan, e dopo un ulteriore tentativo fallito alla fine riuscirono ad attraversare la Sambre ed a porre l'assedio a Charleroi. Il giorno successivo Ypres si arrese a Pichegru. Il duca di Coburgo decise quindi di concentrare le sue forze lungo la Sambre per respingere Jourdan, lasciando il duca di York a Tournai e Clerfayt a Deinze a fronteggiare Pichegru ed a coprire il fianco destro. Clerfayt venne presto respinto da Deinze e si ritirò a Gand, obbligando anche il duca di York a indietreggiare a Scheldt.
A sud, il duca di Coburgo lanciò una serie di attacchi contro le armate combinate al comando di Jourdan che vennero battute nella Battaglia di Fleurus del 26 giugno che si dimostrò essere un punto focale per tutta la campagna: quando i francesi ottennero nuove posizioni, gli austriaci furono costretti a ritirarsi verso Bruxelles. Fu questo l'inizio di una ritirata generale verso la Renania, con gli austriaci costretti ad abbandonare il loro secolare dominio dei Paesi Bassi meridionali. Le forze del duca di York sulla riva destra vennero obbligate a ritirarsi per difendere Anversa, abbandonando Ostenda, la guarnigione che sotto il comando di Lord Moira fu in grado di accerchiare le truppe francesi e poi di riunirsi a quelle del duca di York presso Scheldt.
La perdita del supporto austriaco portò al collasso della campagna in quanto nessuno degli altri partecipanti alla Coalizione disponeva di forze sufficienti a contenere l'avanzata francese. Jourdan pressò l'intera linea austriaca con ripetute azioni sino alla fine di luglio, incoraggiando la ritirata del duca di Coburgo verso Tienen (Tirlemont) e oltre, mentre il duca di York si ritirò verso il fiume Dyle. Seppur ancora subordinate al comando austriaco, le truppe olandesi ed anglo-hannoveriane erano ora separate e pronte a proteggere la Repubblica delle Sette Province Unite. Malines cadde il 15 luglio, Anversa venne evacuata il 24 luglio, lo stesso giorno in cui il duca di York attraversò la frontiera olandese a Roosendaal, mentre gli austriaci attraversarono la Mosa a Maastricht.

### Caduta della Repubblica delle Sette Province Unite
Nell'agosto del 1794 vi fu una pausa nelle operazioni e i francesi si focalizzarono contro i porti belgi sul Canale della Manica, ed il duca di York tentò invano di ottenere aiuto dall'Austria per impedirlo. Su pressione della Gran Bretagna, l'imperatore licenziò il duca di Coburgo, che venne ad ogni modo sostituito dall'ancor più impopolare generale Clerfayt. Dopo la caduta di Le Quesnoy e Landrecies nelle mani dei francesi, Pichegru riprese la sua offensiva costringendo il duca di York a tornare verso il fiume Aa dove venne attaccato a Boxtel e si ritirò quindi verso la Mosa. Il 18 settembre Clerfayt venne sconfitto nella Battaglia di Sprimont sulle rive del fiume Ourthe, seguito da un'ulteriore sconfitta per mano del generale Jourdan nella Battaglia di Aldenhoven sulle rive del fiume Roer il 2 ottobre, causando la ritirata degli austriaci verso il Reno e la definitiva sparizione della presenza dell'Austria dai Paesi Bassi.
In autunno, nei Paesi Bassi i francesi presero Eindhoven e qui si fermarono presso il fiume Waal. Gli olandesi consegnarono 's-Hertogenbosch (Bois-le-Duc) ai francesi il 10 ottobre senza combattere ed il duca di York pianificò una controffensiva con l'assistenza degli austriaci per riprendere Nimega, ma questo progetto venne abbandonato quando il contingente dell'Hannover non vi prese parte. Il duca di York venne richiamato in patria e rimpiazzato da William Harcourt. A questo punto i prussiani iniziarono delle trattative di pace separate coi francesi, e l'Austria li seguì poco dopo. William Pitt il Giovane rigettò ogni negoziato con la Francia, ma la posizione britannica nella Repubblica delle Sette Province Unite permaneva molto insicura.
Il peggiorare delle temperature e il ghiaccio sui fiumi locali permisero ai francesi di riprendere la loro avanzata. Il 10 dicembre, Antoine Guillaume Delmas attaccò le difese olandesi a Bommelerwaard senza riuscire nella cattura, cosa che avvenne il 28 dicembre. Delmas, Herman Willem Daendels e Pierre-Jacques Osten riuscirono ad evitare la Linea d'acqua olandese, attaccando le fortificazioni e le città a est e a ovest di questa. Il 10 gennaio il resto dell'esercito francese attraversò il fiume Waal ghiacciato presso Zaltbommel. Il 15 gennaio, i prussiani e gli inglesi si ritirarono dalle loro posizioni e si spostarono in Germania, passando lungo il percorso da Amersfoort, Apeldoorn e Deventer. Il 16 gennaio, la città di Utrecht si arrese. Il 20 gennaio 1795 l'esercito francese raggiunse Amsterdam, che già era stata presa dai rivoluzionari olandesi, causando quindi la Rivoluzione Bataviana. Lo statolder, Guglielmo d'Orange dovette andare in esilio in Inghilterra ed i rivoluzionari olandesi proclamarono la Repubblica Batava.

### Evacuazione degli inglesi
Gli inglesi continuarono quindi la loro ritirata verso nord, mal equipaggiati e mal vestiti. Dalla primavera del 1795 lasciarono completamente il territorio olandese e raggiunsero il porto di Brema, parte allora dell'Hannover. Qui attesero ordini dalla Gran Bretagna. Pitt, rendendosi conto che qualsiasi altro successo sul continente sarebbe stato al momento impossibile, diede ordine alle truppe di rientrare in patria, portando con loro il rimanente delle truppe olandesi, tedesche ed austriache che con loro si erano ritirate. L'esercito del duca di York aveva perso più di 20 000 uomini in due anni di combattimenti. Le procedure di imbarco iniziarono nell'aprile del 1795 mentre un piccolo corpo al comando del generale Dundas rimase sul continente sino al dicembre di quello stesso anno.

## Conseguenze

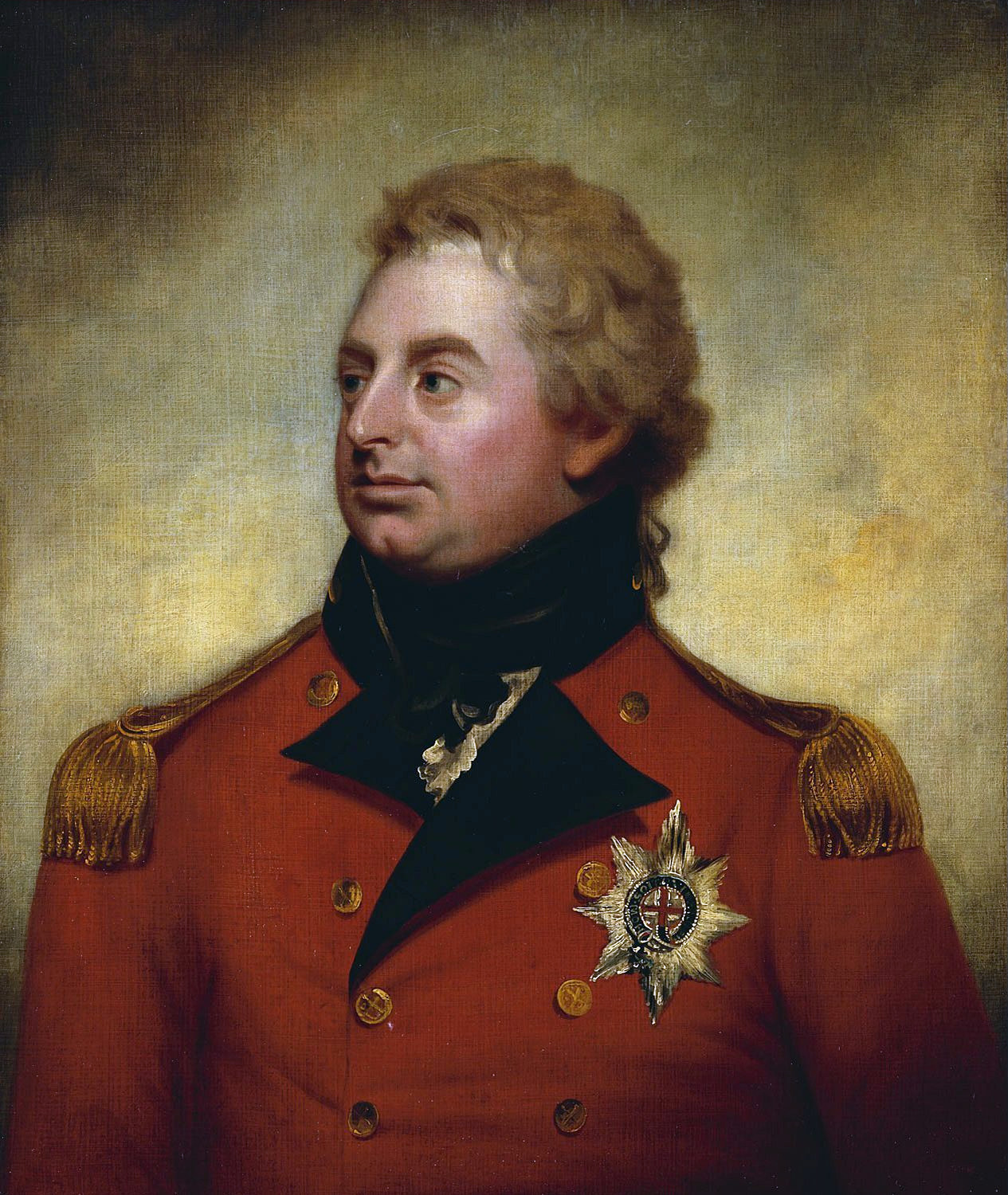
Il principe Federico Augusto di Hannover guidò le forze britanniche durante la campagna e ad essa è popolarmente associato.

Per inglesi ed austriaci la campagna si dimostrò disastrosa. L'Austria aveva perduto uno dei suoi storici territori, i Paesi Bassi meridionali (gran parte dell'odierno Belgio), mentre gli inglesi avevano perso il loro più strenuo alleato sul continente europeo, la Repubblica delle Sette Province Unite. Dovranno passare altri vent'anni prima che a L'Aia si possa installare un nuovo governo favorevole agli inglesi.
Nell'immaginario popolare inglese il duca di York venne considerato come un dilettante incompetente, la cui mancanza di competenze militari aveva portato ad un disastro, anche se storici come Alfred Burne e Richard Glover si oppongono a questa visione dei fatti. La campagna sicuramente apparve negativamente agli occhi della popolazione e anche l'immagine del duca di York ne risentì parecchio, fatto che comunque non gli precluse altri futuri incarichi militari.
Molte furono le ragioni del fallimento della campagna da parte dell'esercito degli alleati: diversi comandanti in conflitto tra loro e con obbiettivi diversi, poca coordinazione tra le varie nazioni, mancata formazione dell'esercito e le continue interferenze della politica civile dall'esterno come nel caso di Henry Dundas per quanto riguarda gli inglesi e del barone Thugut per gli austriaci. Ciò che emerse fu anche l'estrema duttilità dell'esercito rivoluzionario francese, che grazie a questa campagna era cresciuto nelle sue capacità e nella sua coordinazione.
La campagna mise in luce i numerosi punti deboli dell'esercito inglese nonostante gli anni di formazione e il massiccio programma di riforme volute dal principe Federico nel suo ruolo di comandante in capo. Per parte austriaca emerse la timidezza e lo strenuo conservatorismo dei suoi comandanti, i cui movimenti si dimostrarono spesso troppo lenti e inconcludenti.
Inglesi ed austriaci abbandonarono i Paesi Bassi, un drastico cambio di strategia a cui per la prima volta vennero entrambi costretti a cedere. La Gran Bretagna invece decise di utilizzare la propria potenza navale per combattere i francesi nelle colonie delle Indie Occidentali. Gli austriaci si concentrarono quindi invece sull'Italia dove i rivoluzionari stavano puntando sotto la guida del generale Napoleone Bonaparte. Gli inglesi nel 1799 tentarono di invadere la Repubblica Batava, ancora una volta sotto il comando del Duca di York, ma vennero costretti a ritirarsi poco dopo lo sbarco ed a firmare la Convenzione di Alkmaar.